# Muhammed bin Nayef
Muhammed bin Nayef bin Abdul Aziz Al Saud, född den 30 augusti 1959, var kronprins av Saudiarabien från 29 april 2015 till 21 juni 2017. Han var även landets inrikesminister mellan 2012 och 2017.
Han efterträdde Moqren bin Abdul Aziz som kronprins. Kung Salman bin Abdul Aziz avsatte Muhammed bin Nayef som kronprins till förmån för sin son Mohammed bin Salman. Mohammed bin Nayef var väl ansedd i väst för sina ansträngningar att bekämpa terrororganisationen al-Qaida.
Muhammed är son till förre kronprinsen Nayef bin Abdul Aziz och brorson till kung Salman. Han var därmed den förste i sin generation — barnbarn till kung Ibn Saud som var grundare av staten Saudiarabien  — som formellt lades till successionsföljden.